# 千明太郎
千明 太郎（ちあき たろう、6月19日 - ）は、日本の漫画家。神奈川県相模原市出身。成蹊大学卒業。血液型はO型。

## 略歴
大学の漫画研究会に所属中、初めて同人誌を描いたことがきっかけで漫画を描き始める。
秋田書店『月刊少年チャンピオン』2004年6月号より『プリプリ』が連載開始。プロ漫画家となる。

## 作品リスト
- 『プリプリ the premature priest』秋田書店〈少年チャンピオン・コミックス〉全11巻（『月刊少年チャンピオン』連載）
- 『キミイロフォーカス』秋田書店〈少年チャンピオン・コミックス〉全10巻（『月刊少年チャンピオン』2009年8月号 - 2012年11月号）
- 『イナバラビッツ』KADOKAWA〈ドラゴンコミックスエイジ〉全2巻（『月刊ドラゴンエイジ』連載）
- 『ヨメクラ』秋田書店〈少年チャンピオン・コミックス〉全11巻（『月刊少年チャンピオン』連載）
- お姉さんが教えてあげる（『月刊少年チャンピオン』2019年3月号）
- 『魔王の娘、すごくチョロい。』秋田書店〈チャンピオンREDコミックス〉既刊6巻（『マンガクロス』2020年6月 - 連載中）
- 『機動絶記ガンダムSEQUEL』ヒーローズ〈ヒーローズコミックス〉既刊4巻（脚本：井上敏樹、原作：矢立肇、富野由悠季、『コミプレ』2022年7月 - 連載中）